# Facultatea de Teologie Ortodoxă a Universității „Alexandru Ioan Cuza” din Iași
Facultatea de Teologie Ortodoxă este o facultate care face parte din Universitatea „Alexandru Ioan Cuza” din Iași.

## Istoric
În Moldova se studia teologia în cadrul Academiei Vasiliene din anul 1640. La Putna în secolul al XVIII-lea funcționa Academia de la Putna (cu funcționare atestată documentar între 1774 și 1782). A fost singura instituție care pregătea candidați pentru hirotonie. La Iași a fost fondat primul Seminar din Țările Române, care a fost numit de marele istoric Constantin Erbiceanu „Sorbona românilor”. În cadrul Academiei Mihăilene teologia se studia din anul 1835 la nivel universitar pentru patru ani. Primii profesori ai Facultății de Teologie Ortodoxă au fost episcopii Filaret Scriban și Vladimir Suhopan.  Începând din anul universitar 1990-1991, a fost înființat în cadrul Mitropoliei de la Iași, Institutul Teologic de Grad Universitar, care a devenit în 1991, la solicitarea Universității „Al. I. Cuza”, facultate membră, cu drepturi și obligații depline. Inițial facultatea a fost în clădirea Primăriei, după care începând cu 1993 în clădirea fostului Seminar „Mitropolit Veniamin Costachi”, construit pe locul reședinței Prințului Grigore Sturza. 
Această facultate este considerată continuatoarea facultăților de Teologie din Iași (1860-1864), Cernăuți-Suceava (1875-1948) și Chișinău (1926-1941). Aceasta pregătește viitorii slujitori din Sfintele Altare, personal didactic pentru învățământul religios și teologic, a specialiștilor în lucrarea socială, arta eclezială și patrimoniul cultural, precum și a tuturor celor ce doresc să cunoască și să aprofundeze teologia ortodoxă.  Aceasta este sub patronajul spiritual al Părintelui Dumitru Stăniloae și are ca patron spiritual pe Sfinții Trei Ierarhi. Această facultate are Biblioteca „Dumitru Stăniloae” din cadrul Arhiepiscopiei Iașilor, care dispune de peste 130.000 de cărți și reviste.

## Legături externe
- Facultatea de Teologie Ortodoxă
- Facultatea de Teologie Ortodoxă pe site-ul UAIC
- Facultatea de Teologie Ortodoxă Iași pe Facebook